# VoiceOver
VoiceOver Es un lector de pantalla construido para los macOS, iOS, tvOS, watchOS y sistemas operativos de iPod de Apple Inc.'s. Al utilizar VoiceOver, el usuario puede acceder a su Macintosh o dispositivo iOS basado en descripciones habladas y, en el caso del Mac, el teclado. La característica está diseñada para aumentar accesibilidad para las personas con problemas de ceguera y de poca visión, así como para usuarios con dislexia.

## macOS
VoiceOver fue introducido primero en Mac OS X 10.4 y los objetivos eran usuarios con dificultades para leer debido a empeoramiento de visión, particularmente los ciegos. Una muestra también fue hecha disponible para Mac OS X 10.3 Pantera, y se tituló "Muestra de Interfaz Hablada."
VoiceOver Trata a la interfaz de usuario como jerarquía de elementos, los cuales son navigados por varias teclas. Los elementos también pueden "interactuar" con—por ejemplo, interactuando con una caja de texto le permite leer su texto y, si es posible, editarlo; interactuar con una barra de desplazamiento permite moverlo utilizando el teclado.
VoiceOver También incluye apoyo para muchas exhibiciones de Braille para quienes son ciegos y sordos. Además, VoiceOver incluye características para los que no pueden utilizar el ratón, como navegación basada en el teclado.
Para usuarios con MacBooks o Trackpads Mágicos, muchas  características multitoque también están disponibles. El trackpad responderá a gestos, como la versión iOS del VoiceOver. Un ejemplo concreto es utilizar el trackpad para explorar el diseño visual real de elementos en la pantalla - deslizando un dedo alrededor del trackpad para activar los elementos.
En Mac OS X 10.5, Apple añadió la voz "Alex", el cual ofreció calidad mejorada en el discurso y un sonido más humano. Anteriormente, las voces eran directamente aquellas utilizadas en el director de Discurso de "Apple," el cual se originó en el año de 1990. También, la voz de Alex tiene respiración natural, a diferencia de todas las otras voces en Apple.
En Mac OS X 10.7, Apple ofreció la descarga de voces reales (RealSpeak) de Nuance Communications para uso con VoiceOver.

### Inspector de accesibilidad
El Inspector de accesibilidad está hecho para verificar la accesibilidad de las aplicaciones de OS #X. Muestra información sobre el elemento GUI que se encuentra actualmente bajo el cursor.

## IPOD Shuffle
Después de su éxito en Macs, Apple añadió VoiceOver al iPod Shuffle. Esto ayuda a los usuarios del iPod Shuffle a controlar el playback de canciones al leer en voz alta sus títulos. Con la revisión del 2010 del iPod Shuffle, el usuario puede también hacer que el VoiceOver lea los playlists. A diferencia de VoiceOver en OS X, donde VoiceOver es comercializado como una característica de accesibilidad, en el iPod Shuffle, VoiceOver pretende ser utilizado por todo el mundo, discapacitado o no.

## iOS
Unos cuantos meses más tarde, con la liberación del iPhone 3GS, VoiceOver fue añadido a iOS. Cuándo el iPod Touch fue actualizado para combinarse con el hardware del iPhone 3GS (en la tercera generación del iPod Touch), también obtuvo la capacidad del VoiceOver. El iPad, desde su introducción, también ha tenido la capacidad del VoiceOver.
VoiceOver En iOS interactúa con el usuario al utilizar varios "gestos," movimientos diferentes que una persona hace con uno o más dedos en la pantalla. Muchos gestos son sensibles a la localización—por ejemplo, deslizar un dedo alrededor de la pantalla revelará los contenidos visuales de la pantalla mientras el dedo pase por encima. Esto habilita a los usuarios ciegos para explorar el diseño real de la pantalla en una aplicación. Un usuario puede tocar dos veces—similar a presionar dos veces el ratón—para activar un elemento seleccionado, como si un usuario con sentido de la vista tocara el elemento.
VoiceOver También se puede apagar de la exhibición pero dejar la pantalla de tacto sensible para tocarla, ahorrando batería. Apple llama esta característica "Cortina de pantalla". Está disponible también en las computadoras Mac que poseen OS X funcional.
VoiceOver para los iOS se activa utilizando la aplicación de "Ajustes". Se encuentra en la sección de Accesibilidad bajo la sección General. El dispositivo también puede ser configurado de modo que VoiceOver puede alternarse por un triple-clic del botón principal en el dispositivo.

## IPOD nano
En septiembre del 2009, Apple lanzó esta característica en la línea iPod nano. Utiliza muchos de los mismos gestos que la versión de iOS.